# 학습숙

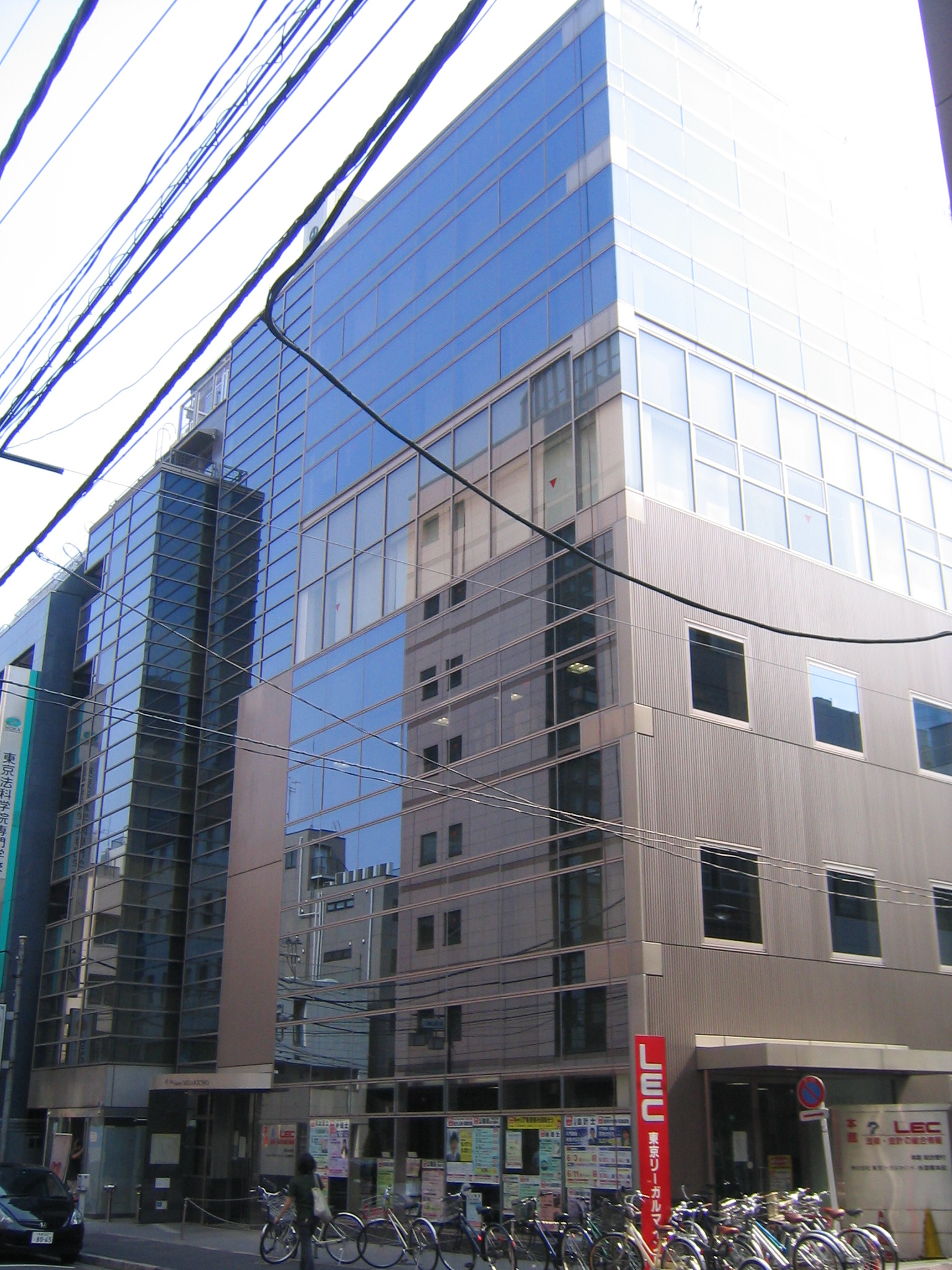
일본의 한 입시 학원 회사인 LEC

학습숙(일본어: 学習塾 가쿠슈주쿠[*])은 일본에서 초등학교의 방과 후 유상으로 학력 강화와 학습 보조 등을하는 시설이다. 일반적으로 단순히 주쿠(일본어: 塾)라고 부르는 경우가 많다. 대한민국의 학원과 거의 비슷하다.

## 같이 보기
- 예비교
- 학원